# Pałac w Różance
Pałac w Różance – pałac w miejscowości Różanka. Wybudowany pierwotnie w 1716 roku, całkowicie przebudowany przez rodzinę Zamoyskich po pożarze w 1836, według projektów Franciszka Marii Lanci oraz Henryka Marconiego. Zniszczony w czasie I wojny światowej. Pozostałości założenia pałacowego i folwarcznego wpisane są do rejestru zabytków województwa lubelskiego.
Część ocalałego wyposażenia (m.in.: tablica erekcyjna z 1716, romańskie witraże) została przeniesiona do pałacu Zamoyskich w Adampolu.

## Położenie
Zabytkowe ruiny pałacu znajdują się we wsi Różanka, nad graniczną rzeką Bug, w gminie Włodawa, w województwie lubelskim; na Polesiu Zachodnim, w odległości około 6 km od Włodawy.

## Stan zachowania
Do zachowanych zabudowań zespołu pałacowego i folwarcznego wpisanych do rejestru zabytków należą:
- oficyna (piętrowa)
- oficyna (parterowa)
- pawilon ogrodowy
- spichrz
- gorzelnia
- budynki gospodarcze
- park z aleją dojazdową
- ogrodzenie